# Umiken
Umiken est une localité de Brugg et une ancienne commune suisse du canton d'Argovie dans le district de Brugg.

Vue aérienne (1958)

## Histoire
Depuis le 1er janvier 2010, la commune d'Umiken intègre la commune de Brugg. Son ancien numéro OFS est le 4118.

## Carte

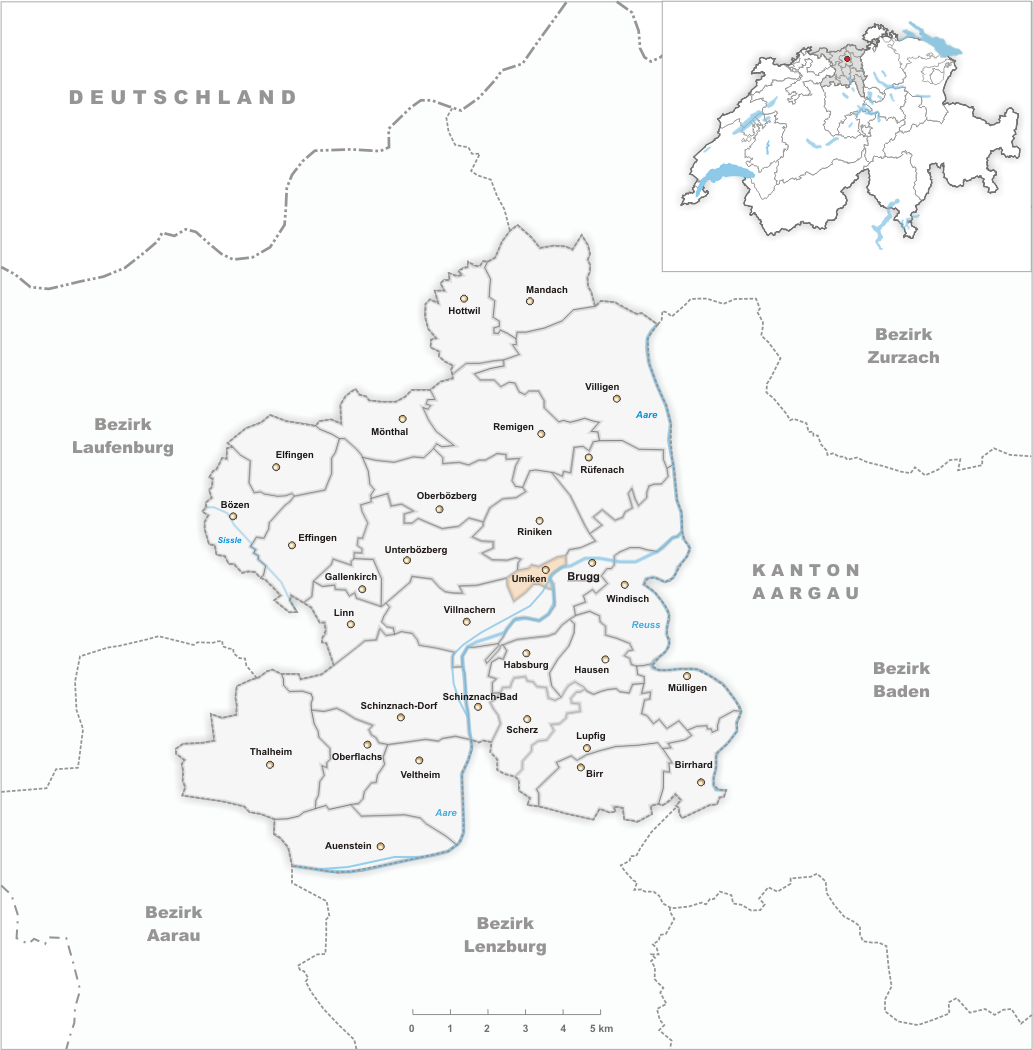
Carte de l'ancienne commune dans le district de Brugg